# Takahagi

Takahagi (高萩市 Takahagi-shi?) este un municipiu din Japonia, prefectura Ibaraki.